# Myotis pruinosus
Myotis pruinosus  (Yoshiyuki, 1971) è un pipistrello della famiglia dei vespertilionidi endemico del Giappone.

## Descrizione

### Dimensioni
Pipistrello di piccole dimensioni, con la lunghezza della testa e del corpo tra 36,5 e 43,5 mm, la lunghezza dell'avambraccio tra 29,6 e 33 mm, la lunghezza della coda tra 33 e 40 mm, la lunghezza del piede tra 8 e 9,1 mm, circa il 64% della tibia e la lunghezza delle orecchie tra 10,5 e 13,3 mm.

### Aspetto
La pelliccia è corta, densa e vellutata. Le parti dorsali variano dal bruno-grigiastro scuro al nerastro con le punte dei peli dorate, mentre le parti ventrali sono grigio-argentate. Le orecchie sono corte e strette, con il margine anteriore convesso nella parte centrale, la punta smussata e il margine posteriore concavo nella metà superiore e convesso in quella inferiore. Il trago è relativamente corto, con il margine anteriore diritto, appuntito e con un piccolo lobo alla base. Le membrane alari sono attaccate posteriormente alla base dell'alluce. I piedi sono grandi. Il calcar è sottile e privo di carenatura. L'estremità della coda si estende oltre l'uropatagio. Il cranio è largo e gli incisivi superiori hanno una cuspide secondaria. Il cariotipo è 2n=44 FNa=52.

## Biologia

### Comportamento
Si rifugia nelle cavità degli alberi.

### Alimentazione
Si nutre di insetti.

## Distribuzione e habitat
Questa specie è conosciuto sulle isole principali del Giappone, Honshū, Shikoku e Kyūshū.
Vive nelle foreste primarie montane tra 200 e 300 metri di altitudine.

## Conservazione
La IUCN Red List, considerato l'areale limitato, seriamente frammentato e con l'habitat in cui vive in declino, classifica M.pruinosus come specie in pericolo di estinzione (Endangered).